# Sosyaldemokrat Halk Partisi
Die Sozialdemokratische Volkspartei (türkisch Sosyaldemokrat Halk Partisi), kurz „SHP“, war eine linke, sozialdemokratische Partei in der Türkei. Sie wurde am 24. Mai 2002 von Murat Karayalçın gegründet. Karayalçın war zuvor von 1989 bis 1993 Bürgermeister von Ankara und von 1994 bis 1995 türkischer Außenminister.

## Geschichte
Nach seinem Rückzug aus der CHP sammelte er eine Gruppe demokratischer und liberaler Sozialisten um sich, mit denen er die SHP gründete. Im Jahr 2004 kandidierte er erneut für den Posten des Bürgermeisters von Ankara, unterlag aber Melih Gökçek von der AKP. Im Jahr 2004 bildete die SHP ein Wahlbündnis mit der sozialistischen ÖDP und der linken, prokurdischen Partei DTP. Es gelang ihr, in mehreren mehrheitlich kurdisch bewohnten Städten den Bürgermeister zu stellen. An den Wahlen von 2007 nahm sie nicht teil, um die Linke nicht zu stark aufzusplittern. Bis 2007 stellte sie zwei Abgeordnete in der türkischen Nationalversammlung.
Der ehemalige Parteivorsitzender Murat Karayalçın ist der CHP wieder beigetreten und kandidierte für den Posten des Oberbürgermeisters von Ankara bei den Kommunalwahlen im März 2009. Er unterlag wieder dem Amtsinhaber Melih Gökçek.
Auf einem Parteikongress am 13. März 2010 beschloss die SHP, sich mit der Eşitlik ve Demokrasi Partisi (EDP) zu vereinen und deren Namen zu übernehmen.